# روزسیتشکا
روزسیتشکا (به لاتین: Rozsíčka) یک منطقهٔ مسکونی در جمهوری چک است که در ناحیه بلانسکو واقع شده‌است. روزسیتشکا ۴٫۰۱ کیلومتر مربع مساحت و ۱۶۲ نفر جمعیت دارد و ۶۰۷ متر بالاتر از سطح دریا واقع شده‌است.